# ديئيساس دي غواديكس
بلدية ديئيساس دي غواديكس (بالإسبانية: Dehesas de Guadix) هي بلدية تقع في مقاطعة غرناطة التابعة لمنطقة أندلوسيا جنوب إسبانيا.

## الديموغرافيا
بلغ عدد سكان بلدية ديئيساس دي غواديكس 499 نسمة عام 2011 (وفقاً للمعهد الوطني الإسباني للإحصاء).
| 713 | 679 | 607 | 556 | 531 | 504 | 499 |